# Martien Beenen
Martienus Joannes Theodorus „Martien“ Beenen (* 19. Februar 1933 in Ede; † 18. Mai 2024) war ein niederländischer Jazzmusiker (Schlagzeug, Trompete) und Werbegraphiker.
Beenen spielte zunächst als Trompeter bei Jack Redlers Rhythm Club. Dann gehörte er zu Eric Krans Dixieland Pipers und spielte auch mit Ted Easton. 1957 suchte die Dutch Swing College Band einen neuen Schlagzeuger (vorzugsweise einen, der auch Trompete spielen konnte). Martien hatte bereits gelegentlich bei Easton Schlagzeug gespielt. Um diese Rolle bei der Dutch Swing College Band zu erfüllen, nahm er Unterricht. Gemeinsam mit Jan Morks verließ er 1961 die Dutch Swing College Band, um bei der Down Town Jazz Band zu spielen. Beenen leitete auch eine eigene Band (Aufnahmen mit Sängerin Sandy Fort 1962) und gehörte zum Quintett von Morks. Beenen spielte zudem ab Mitte der 1960er Jahre mit Morks (sowie Joop Schrier) in der Reunion Jazz Band; mit dieser Band veröffentlichte er sieben Alben, für die er teilweise die Plattencover entwarf. Später trafen sich Beenen und Morks in der Swing Society von Jan Pieters (Happy Together Again, 1975) wieder. Mit veränderter Besetzung, etwa Herman Schoonderwalt, Frits Landesbergen und Jan Huydts, entstand 1990 mit der Swing Society zu deren 15-jährigen Bestehen 1990 das Album Swing Society Jubilee at Sonesta. Anschließend arbeitete er bei Dim Kesber (I Feel the Jazz, 1992).